# Oberhees
Oberhees ist der westlichste Ortsteil der Stadt Kreuztal. Das Dorf liegt an der Grenze zum Sauerland und zu den Städten Siegen und Freudenberg. Zu Letzterer gehörte Oberhees bis zur kommunalen Neugliederung am 1. Januar 1969. Aufgrund dieser Geschichte gehören die protestantischen der mehrheitlich evangelischer Konfession zugehörigen Einwohner noch zur Kirchengemeinde Oberholzklau. Oberhees wurde im Jahr 1461 erstmals urkundlich erwähnt.
Landschaftlich ist Oberhees am Ende des Heestales von drei Seiten topografisch begrenzt. Richtung Osten fällt das Tal, durch das sich die Hees schlängelt, in Richtung Kreuztal ab. Bis zur Waldgrenze ist das Dorf von Feldern und Wiesen umgeben welche landwirtschaftlich genutzt werden. Auch die „Kultur“ des Hauberges, einer besonderen genossenschaftlich organisierten Form der Waldbewirtschaftung wird hier noch stark betrieben. In der Mitte des Dorfes befindet sich das Dorfgemeinschaftshaus, welches der Sonntagsschule, Treffen der Waldgenossenschaft oder privaten Feiern zur Verfügung steht.
Durch die ruhige Lage und zahlreiche Wege durch Wald und Flur kommen viele Wochenendausflüger durch Oberhees.
Das kulturell-linguistisch moselfränkische Oberhees liegt unweit des Isoglossenbündels aus Uerdinger und Benrather Linie, die hier gemeinsam die Sprachgrenze zum benachbarten, niederdeutsch sprechenden Sauerland und gleichzeitig die Wasserscheide zum Einzugsgebiet der Ruhr bilden.

## Wappen
Oberhees führte kein eigenes Wappen, sondern benutzte das Siegel des Amtes Freudenberg.